# محمد بن رافع
ابن أبي زيد محمد بن رافع ، عالم مسلم وإمام حافظ محدث. ولد حوالي سنة 170 هـ ونيف في أيام الإمام مالك ومات 245 هـ. وسمع ، وجمع ، وصنف من الاحاديث النبوية العديد .

## شيوخه وسمع عنهم
سمع بالحجاز من سفيان بن عيينة ، ومعن بن عيسى ، وابن أبي فديك ، وأبا بكر بن أبي أويس . وعبد الله بن إدريس ، ووكيعا ، وابن نمير ، وأبا معاوية ، وأبا أسامة ، ويونس بن بكير ، والحسين الجعفي، و وآخرين بالكوفة .
وعبد الرزاق ، وأخاه عبد الوهاب ، ويزيد بن أبي حكيم ، وعبد الله الوليد ، وإسماعيل بن عبد الكريم باليمن ، وأبا داود ، ووهب بن جرير، وأبا قتيبة ، وأبا علي الحنفي ، وحماد بن مسعدة وآخرين بالبصرة .
و يزيد بن هارون وطبقته بواسط . ومن شبابة بالمدائن . ومن أبي النضر وعدة آخرين ببغداد . ومن النضر بن شميل ، ومكي بن إبراهيم وطبقتهما بخراسان.
وعني بالسنن علما وعملا وعُمِّرَ ، وارتحل الناس إليه .

## حدّث عنه
حدّث عنه وتتلمذ على يديه الكثير ومنهم:
البخاري، ومسلم ، وأبو داود ، والنسائي ، والترمذي في تصانيفهم ، ومحمد بن يحيى الذهلي ، وأحمد بن سلمة ، وأبو زرعة ، وإبراهيم بن أبي طالب ، وأبو بكر بن خزيمة ، وأبو بكر بن أبي داود ، ومحمد بن عقيل البلخي ، وجعفر بن أحمد بن نصر ، ومحمد بن إسحاق الثقفي ، وزنجويه بن محمد ، وخلق آخرين، آخرهم موتا حاجب بن أحمد الطوسي .

## مما روي عن حياته
قال الحاكم: أخبرنا أبو عبد الله محمد بن يعقوب ، سمعت أبا عمرو المستملي ، سمعت محمد بن رافع يقول : كنت مع أحمد بن حنبل وإسحاق عند عبد الرزاق ، فجاءنا يوم الفطر ، فخرجنا مع عبد الرزاق إلى المصلى ، ومعنا ناس كثير فلما رجعنا من المصلى، دعانا عبد الرزاق إلى الغداء، فجعلنا نتغدى معه، فقال لأحمد وإسحاق : رأيت اليوم منكما شيئا عجبا، لم تكبرا ! ! قالا : يا أبا بكر ، نحن ننظر إليك هل تكبر فنكبر . فلما رأيناك لم تكبر أمسكنا. قال : وأنا كنت أنظر إليكما ، هل تكبران فأكبر .

## قيل عنه فيالجرح والتعديل
قال فيه الحاكم في «تاريخه» : شيخ عصره بخراسان في الصدق والرحلة .
وقال مسلم والنسائي : ابن رافع ثقة مأمون .
وقال جعفر بن أحمد بن نصر الحافظ : ما رأيت من المحدثين أهيب من محمد بن رافع ، كان يستند إلى الشجرة الصنوبر في داره ، فيجلس العلماء بين يديه على مراتبهم ، وأولاد الطاهرية ومعهم الخدم ، كأن على رؤوسهم الطير . فيأخذ الكتاب ، ويقرأ بنفسه ، ولا ينطق أحد ، ولا يتبسم إجلالا له . وإذا تبسّم واحد أو رَاطَنَ صاحبه ، قال: وصلى الله على محمد ، ويأخذ الكتاب ، فلا يقدر أحد يراجعه أو يشير بيده . ولقد تبسم خادم من خدم الطاهرية يوما ، فقطع ابن رافع مجلسه ، فانتهى الخبر بذلك [إلى طاهر بن عبد الله] فأمر بقتل الخادم ، حتى احتلنا لخلاصه .
قال زكريا بن دلويه : بعث طاهر بن عبد الله إلى ابن رافع بخمسة آلاف درهم مع رسول، فدخل عليه بعد العصر، وهو يأكل الخبز مع الفجل. فوضع الكيس، فقال: بعث الأمير إليك بهذا المال. فقال : خذ خذ لا أحتاج إليه، فإن الشمس قد بلغت رأس الحيطان إنما تغرب بعد ساعة، وقد جاوزت الثمانين إلى متى أعيش؟ فردّ. قال: فدخل ابنه، وقال: يا أبة، ليس لنا الليلة خبز. قال: فبعث ببعض أصحابه خلف الرسول ليرد المال إلى طاهر فزعا من ابنه أن يذهب خلفه، فيأخذ المال.
قال زكريا: ربما كان يخرج إلينا محمد بن رافع في الشتاء وقد لبس لحافه.
وعن أحمد بن سلمة : حدثنا محمد بن رافع : رأيت أحمد بن حنبل بين يدي يزيد بن هارون ببغداد ، وفي يده كتاب لزهير عن جابر، وهو يكتبه. فقلت: يا أبا عبد الله، تنهونا عن جابر وتكتبونه؟ قال :نعرفه .
وقال الحاكم : أخبرنا محمد بن أحمد بن عمر ، سمعت أحمد بن سلمة ، سمعت محمد بن رافع يقول: أنا أفدت أحمد بن حنبل، عن يزيد بن مسلم الصنعاني الراوي عن وهب. ونزلت أنا وأحمد ، ومات الشيخ . وكان قد أتى له مائة وخمس وثلاثون سنة .
قال أحمد بن عمر بن يزيد : حدثنا محمد بن رافع ، سمعت عبد الرزاق ، سمعت معمرا يقول : رأيت باليمن عنقود عِنَبٍ وقْرَ بَغْلٍ تام .

## وفاته
قال زنجويه بن محمد : مات محمد بن رافع في ذي الحجة ، سنة خمس وأربعين ومائتين . وغسله أحمد بن نصر العابد ، وصلى عليه محمد بن يحيى .

### بعد وفاته
قال الحاكم : أخبرنا أحمد بن بالويه العفصي ، حدثنا محمد بن إسحاق بن إبراهيم ، سمعت أبا بكر المدني -يعني : محمد بن نعيم- يقول : رأيت محمد بن رافع في المنام بعد موته بثلاث في حِجره مصحف يقرأ، فقلت له: أليس قد مُتَّ ؟ فنظر إلي نظرة منكرة. فقلت: سألتك بالله إلا ما حدثتني، ما فعل بك ربك ؟ قال : بشّرني بالرَّوْح والرَّاحَة .

## مما روي عنه في الحديث الشريف
أخبرنا أبو الحسين الحافظ، أخبرنا جعفر بن علي، وعلي بن هبة الله، وأحمد بن محمد ، وعبد الله بن رواحة ، قالوا : أخبرنا أبو طاهر السلفي ، أخبرنا أبو القاسم بن الفضل ، حدثنا ابن محمش ، أخبرنا حاجب بن أحمد ، حدثنا محمد بن رافع ، حدثنا إبراهيم بن الحكم بن أبان ، حدثني أبي ، عن عكرمة أن أبا هريرة حدثه: أن رسول الله - صلعم - مرَّ بِرَجُلٍ يسوق بَدَنَةٍ وهو يمشي ، فسأله النبيُّ -صلى الله عليه وسلم- ، فقال : إنها بدنة . فأمره أن يَرْكَبَهَا .